# Virgil (Nueva York)
Virgil es un pueblo ubicado en el condado de Cortland en el estado estadounidense de Nueva York. En el año 2000 tenía una población de 2.287 habitantes y una densidad poblacional de 18.7 personas por km².

## Geografía
Virgil se encuentra ubicado en las coordenadas 42°30′39″N 76°9′29″O / 42.51083, -76.15806.

## Demografía
Según la Oficina del Censo en 2000 los ingresos medios por hogar en la localidad eran de $42,292, y los ingresos medios por familia eran $45,402. Los hombres tenían unos ingresos medios de $31,974 frente a los $23,788 para las mujeres. La renta per cápita para la localidad era de $19,024. Alrededor del 6.7% de la población estaban por debajo del umbral de pobreza.